# Phoenix Symphony
La Phoenix Symphony è un'importante orchestra sinfonica degli Stati Uniti con sede a Phoenix, Arizona.

## Storia
Fondata nel 1947, quando Phoenix aveva una popolazione di meno di 100.000 abitanti, l'orchestra iniziò come un gruppo occasionale di musicisti che svolgeva una manciata di concerti ogni anno. Oggi l'orchestra si mostra con 300.000 abbonati, possessori di biglietto ed appassionati di musica ogni anno, offrendo 275 concerti e presentazioni in una stagione annuale, che va da settembre a maggio.
Con sede nella Phoenix Symphony Hall (aperta nel 1972, ristrutturata nel 2005, con 2.312 posti a sedere), il gruppo di 76 membri è la sola orchestra professionale a tempo pieno dell'Arizona. La Phoenix Symphony opera con un bilancio annuo di più di $ 8 milioni ed è sostenuto dalla vendita dei biglietti e contributi privati e aziendali, oltre che da fondi pubblici forniti attraverso la Commissione dell'Arizona per le Arti, il National Endowment for the Arts e l'Ufficio delle Arti e della Cultura della Città di Phoenix.
La sinfonia offre concerti classici e popolari nel centro di Phoenix, nonché spettacoli sinfonici e per la comunità in Scottsdale, Mesa, Prescott ed altri luoghi in tutto il centro dell'Arizona. Come parte dei suoi impegni didattici e comunitari di ogni stagione, l'orchestra si esibisce ogni anno per più di 70.000 studenti in rappresentanza di 265 scuole.

## Principali artisti ospiti
Tra gli artisti classici ospiti ci sono stati Mstislav Rostropovich, Shlomo Mintz, Emanuel Ax, Van Cliburn, James Galway, Horacio Gutierrez, Yo-Yo Ma, Midori Gotō, Itzhak Perlman, Isaac Stern, André Watts, Sarah Chang, Olga Kern, Karen Gomyo, Pinchas Zukerman, William F. Buckley, Jr., e Hugh Downs. Doc Severinsen fu il principale direttore d'orchestra pop dalla stagione 1983-1984 fino alla stagione 2005-2006 e gli artisti pop ospiti sono stati Sandy Duncan, Michael Feinstein, Marvin Hamlisch, Bobby McFerrin, Andrea Marcovicci, e Peter Nero.
Michael Christie, nato a Buffalo, New York, nel 1974, nel 1974 fu nominato direttore musicale della Phoenix Symphony nel 2005 e, come segno di gratitudine per i suoi otto anni di lavoro come maestro dell'orchestra, il consiglio di amministrazione della Phoenix Symphony lo ha nominato Direttore Musicale Laureato nel 2013.
In febbraio 2014 l'orchestra nominò Tito Muñoz 11° direttore musicale ad occupare il posto di Christie.

## Direttori musicali
- John Barnett (1947 - 1948)
- Robert Lawrence (1949 - 1951)
- Leslie Hodge (1952 - 1958)
- Guy Taylor (1959 - 1968)
- Philip Spurgeon (1969 - 1971)
- Eduardo Mata (1972 - 1978)
- Theo Alcantara (1978 - 1988)
- James Sedares (1989 - 1995)
- Hermann Michael (1997 - 2004)
- Michael Christie (2005 - 2013, Direttore Musicale Laureato nel 2013)
- Tito Muñoz (2014 - )